# King Faisal Babes
King Faisal Babes ist ein ghanaischer Fußballverein aus Kumasi. Der Verein spielt derzeit in der Ghana Premier League und schloss die Saison 2009/10 als Tabellenzehnter ab. Bei der Fußball-Weltmeisterschaft 2006 stellte der Verein einen Spieler in der ghanaischen Fußballnationalmannschaft, den Linksverteidiger Habib Mohamed.

## Erfolge
- Ghana Top Four Cup (Sieger): 1-mal (2004)
- CAF Confederation Cup (Teilnehmer): 3-mal (2004, 2005, 2006)

## Spieler
- Lawrence Aidoo
- Owusu Ampomah
- Robert Boateng
- Mark Edusei
- Habib Mohamed
- Samuel Kuffour
- Illiasu Shilla
- Salou Ibrahim
- Bashiru Gambo
- Ibrahim Tanko

## Trainer
- Hans-Dieter Schmidt (2003–2004)
- Steven Polack (2007–2009)
- Dorian Marin (2014)